# 影鰐-KAGEWANI-
『影鰐-KAGEWANI-』（カゲワニ）は、日本のテレビアニメ作品。2015年10月から12月まで『ULTRA SUPER ANIME TIME』枠内で第1期が放送された。2016年4月から6月まで 第2期『影鰐-KAGEWANI-承』が放送された。

## 概要
現代日本に突如として出現したUMA「奇獣」の謎を探る、生物学者・番場宗介の物語。
テレビ東京で放映された短編アニメ『闇芝居』（第1期）の高嶋友也監督が手掛けており、タイトルの「影鰐」は、現在の島根県沖に現れたという怪魚に由来する。
普通のセルアニメや3DCGアニメのような明るく見栄えと動かし方を両立させたタッチではなく、恐怖感をあおる暗くよどんだ特殊効果を加えた紙芝居風のタッチで描かれている。

## あらすじ
第1期
現代日本に突如として姿を現し、人々を襲う謎の生物・奇獣。その存在を、生物学者・番場宗介はかつて自身の両親を殺害した奇獣の手掛かりを得るため、猿楽製薬のエージェント・木村雅貴は会社の利益のため、それぞれ追い続けていた。やがて、奇獣の正体やその出自に深く関与している奇獣・影鰐の存在が明らかとなり、番場は木村が奇獣の細胞を基にクローンの影鰐を開発し、兵器転用を目論んでいることを知る。その直後、番場は奇獣による事故に巻き込まれて重傷を負うが、幼少期の頃に影鰐の襲撃で負った傷痕にわずかに残っていた影鰐の細胞と影鰐のクローンが共鳴し、彼と影鰐のクローンとの利害が一致して共生関係を結んだことにより一命を取り留め、影鰐の能力を得る。奇獣の兵器化を阻止するために木村を襲撃した番場は、謎の老女・シーロン・メイの忠告を背に、夜の都会へ姿を消す。
第2期
猿楽事件から4か月後、番場は奇獣を退治しながら影鰐を追い続けていたが、何らかの理由で刑務所に収監されていた。護送中に番場を狙って出現した奇獣の襲撃を受け、辛うじて撃退するもその直後に彼は猿楽製薬の特殊部隊に捕らえられてしまう。連行先で存命していた木村と再会した番場は、木村の依頼で奇獣の兵器化実験の事故現場となった工場へ赴くが、その最中に番場は打倒影鰐を目的とする暗殺者・ナギ・ヤグルの襲撃を受け、謎の音叉の力で影鰐の能力を封じられ追い詰められる。シーロンの犠牲もあって辛うじてナギの手から逃れた後、昏睡中に見た夢の中からオリジナルの影鰐の居場所やナギの過去を知る。その直後、番場は奇獣を利用した生物兵器の開発を目論む猿楽製薬の重役・本間丈二の手により兵器生成の検体にされてしまうが、木村たちの妨害により救われ脱出する。その後、番場は夢で見た記憶を頼りにオリジナルの影鰐が潜むメイ族の集落の跡地へ木村と共に向かい、影鰐との因縁を断ち切るべく戦いを挑む。無限に進化し続けるオリジナルの影鰐の力の前に苦戦を強いられながらも、番場達を追って姿を現したナギと協力して追い詰めるが、その直後、オリジナルの影鰐は影鰐の細胞を利用した更なる進化を目論む木村に吸収されてしまう。

## キャラクター

### 主要人物
番場 宗介（ばんば そうすけ）
声 - 杉田智和（子供時：川庄美雪）
本作の主人公であり、各話におけるストーリーテラー的存在でもある生物学者。若年ながら京王理科大学の教授を務め、新生物から難病特効薬を発見するなどの功績から遺伝子工学の分野では天才として有名。木村や川上記者からは「遺伝子工学の異端児」と称され、後述の過去から各地で発生する奇獣絡みの事件を追っている。主に黒いスーツを着ているが、第1期EPISODE 13から第2期EPISODE 4までの間は影鰐との同化に伴って起こった外見の変容を隠す為かパーカーを着用していた。愛車は トヨタ・2000GT。25年前の誕生日に何らかの悪さをした罰で家の蔵に閉じ込められていた際に自分の故郷が影鰐の襲撃を受ける。両親を目の前で捕食された挙句、自身も標的となったがシーロンの介入によって救われ、村民の中で唯一生き延びる。その際に側頭部を影鰐に噛まれ、傷口から影鰐の細胞である黒い体液の侵食を受けるが彼女の治療によって難を逃れた。左の目尻付近に入っている斑模様のような痣はその傷痕の名残であり、僅かながら黒い体液が残留している。故に奇獣や影鰐、もしくはその痕跡に接近するとこれが共鳴し、激痛を伴う反応を示す。第1期EPISODE 12で木村に招待されて猿楽製薬の研究施設を訪れた際に彼の真の目的を知る。その直後、カメ型奇獣の暴走の余波を受けて重傷を負った上に木村に見捨てられ、カメ型奇獣に襲われてしまうが、傷痕に残る影鰐の細胞と共鳴した為に喰われることはなく、そこへ乱入した影鰐(クローン)の攻撃でカメ型奇獣が倒された為、木村の予想に反して生存していた。更に影鰐からも危害を加えられず、同化した際に「両親を殺した影鰐を倒す」という目的と宿主を得ようとする影鰐の思惑から利害が一致。共生関係となり、奇獣の兵器転用を阻止する為に木村を襲撃した後は施設を脱出し、シーロンの忠告を背に夜の都会へと姿を消した所で番場の事件記録はひとまず終了し、物語も幕を閉じる。
第2期では刑務所に収監されており、看守や護送に同行した岩崎刑事からは囚人番号である「44番」で呼称される。木村の発言から、行方を眩ましてから刑務所に収監されるまでの間はオリジナルの影鰐を追いながら遭遇した奇獣を退治していたことが明らかとなっている。列車での護送途中、断崖の奇獣の襲撃に遭い、最終的に岩崎刑事と協力しこの奇獣を撃退することができたが、その直後に猿楽製薬の特殊部隊に発見、連行されてしまう。連行先で木村と再会し、彼の依頼で奇獣の兵器化実験の事故現場となった工場へ赴く。取り残された甲斐博士を救出、影鰐を使役し工場の奇獣を撃退するが、その直後に突如現れたナギの音叉の影響を強く受けて無力化される。止めを刺されかけるもシーロンの命を賭した妨害と猿楽製薬の介入により、彼女の手から逃れる。襲撃によるダメージで昏睡状態に陥るも、体内に宿る影鰐（クローン）の細胞の影響から犠牲者の記憶を垣間見る。その中でオリジナルの誕生経緯や居場所、ナギの過去を知り、意識を取り戻した。第2期EPISODE 9で自身や奇獣を利用した生物兵器の開発を目論んだ本間に連れ出され、兵器開発の検体にされてしまうが、木村たちに救出され脱出する。その後、影鰐の犠牲者の記憶を頼りに木村と共にオリジナルの影鰐が潜むメイ族の集落の跡地へ赴き、最後の戦いに挑む。無限に進化し続ける性質に苦戦しながらもナギと共闘してオリジナルの影鰐を追い詰めるが、止めを刺す直前で木村に吸収されてしまう。影鰐の力を得た自分たちを選ばれし者と見なす木村の思想を否定し、彼の誘いを断ったことで影鰐を奪われそうになるが、本間の奇襲により難を逃れる。そして、彼から受けた攻撃で影鰐の力を制御できなくなり自暴自棄に陥った木村を「選ばれし者であるかどうかなど誰にも決めることはできない」と諭した後、その要望に応えて影鰐の力を解放し、オリジナルの影鰐諸共、彼を喰らった。その後の消息は不明。
前述の通り、影鰐(クローン)とは共生している為、同化後も理性や人間性は失われておらず、影鰐の発現を自身の意思で制御する事が可能。ただし、目前の者を無差別に食い尽くす習性は変わらない為、周囲に一般人がいる状況下での能力の使用は禁じている。同化後は痣は左半身に広がり、影鰐そのものを内包する故か、以前よりも遥かにその濃さを増している。影鰐を使役する際は更に痣が広がり、全身が黒く染まる。力を最大限に開放すると背中から影鰐の鰭までが生えてくるが、その分共生のバランスが崩れ、影鰐に呑まれる危険性も高まる。第2期では左半身の痣は消えているが、目尻の痣が側頭部に広がっている。また、同化の影響からか回復力が大幅に上昇していることが言及されており、ナギから受けた外傷も数日で治癒した模様。
誕生日は4月8日。年齢は35歳。牡羊座。血液型はB型。普段は冷静な性格だが、UMAの事になると異常な情熱を燃やす。好きなものは不思議な生き物･事象･未解決事件の研究･名作映画観賞。
木村 雅貴（きむら まさき）
声 - 置鮎龍太郎
製薬会社「猿楽製薬」のエージェントであり生物兵器開発局次長。彼もまた奇獣を研究対象として追っており、影鰐の存在を人類を滅ぼす「脅威」ではなく、人類に進化をもたらす「希望」と考えている。番場の能力を高く評価し、度々研究チームに誘うも「金儲けの話には乗らない」と拒否されている。常に白いスーツを着ている。物腰の柔らかな人物だが、自身の目的や会社の利益のためなら奇獣だけでなく人命すら軽視する冷酷な性格の持ち主である。彼以外の研究スタッフは白い防護服に身を包み火炎放射器などで武装しており、戦闘機などを有する私設軍隊も編成している。奇獣の出現現場に現れては奇獣の駆除・捕獲を行っていたが、その真の目的は、奇獣の細胞を用いてオリジナルの影鰐に最も近い能力を持つクローンを生み出し、メイ族と同様にそれを生物兵器として利用することであった。第1期EPISODE 12でカメ型奇獣やサトルを利用して影鰐のクローンの開発に成功するが、サトルの裏切りによってクローンとカメ型奇獣を解き放たれる。カメ型奇獣の襲撃の際には「自分が生きていれば何度でもやり直せる」との考えから重傷を負った番場や他の研究員たちを見捨てて自分だけがセーフティーゾーンへ避難したことで唯一その惨禍を免れたが、現場に駆けつけた研究スタッフから番場の生存を知り驚愕。監視映像の記録から彼が影鰐と同化・共生したことを突き止め、制圧部隊を向かわせ確保を図るが、既に逃走していたことから失敗。その直後に自身の元へ現れた番場が、奇獣を兵器として利用する野望を阻止せんと解放した影鰐の襲撃を受けるが、彼が影鰐に完全に支配されていなかった影響で死を免れ、甲斐博士に救われた。
番場の襲撃を生き延びたことで自身を選ばれし者と見なすようになり、影鰐の力を利用して新世界の支配者となることを目論む。それ以降は、番場の襲撃の影響で影鰐の細胞に侵食された右顔面をマスクで覆い隠し、両手には機械製の義手をはめ、右胸以外の胴体を機械化したサイボーグのような姿と化し、指先からレーザーを発射するほか、左胸に付属したスピーカーのような装置からナギの音叉と同等の周波数を反響させることで、影鰐の細胞を制御し体内へ取り込み使役することを可能とした。
番場の襲撃から一命を取り留めた後は影鰐のクローンの性能を確認する為に番場の動向を監視し続けていたが、第2期EPISODE 4で番場の前に再び姿を現し、兵器化実験の事故で奇獣が氾濫した町の工場に取り残された甲斐博士の救助を依頼する。第2期EPISODE 9で甲斐博士や秋良と共に本間の野望を妨害、彼に引導を渡した後に番場を救出する。その後、番場と共にオリジナルの影鰐が潜むメイ族の集落の跡地へ赴き、番場とオリジナルの影鰐との決戦を見守っていたが、オリジナルの影鰐が番場とナギとの戦いで弱ったところで突如豹変し、ナギを排除した後オリジナルの影鰐を吸収し影鰐の力を得る。影鰐の力を利用して新世界を創造する自身の計画に加担するよう番場に強要し、番場が自身の思想を否定し拒絶したことで彼から影鰐（クローン）を奪還しようとするが、その直後に奇獣化した本間の奇襲を受ける。本間を返り討ちにするも、本間の攻撃で装置を破壊されたことで影鰐の細胞を制御できなくなり、自暴自棄に陥るが、番場の言葉から自身の過ちを悟る。最後はオリジナルの影鰐諸共消えることを望み、番場への感謝の言葉を残した後彼が解放したクローンの影鰐に喰われた。
誕生日は6月9日。年齢は35歳。双子座。血液型はAB型。性格は支配的で冷酷かつ理想主義者。好きなものはスイーツ。次長室である自身の部屋には「石膏ボーイズ」のような4体の石膏が飾ってある。
ナギ･ヤグル
声 - 佐藤聡美
第2期から登場。中国雲南省の奥地・ヤグル族の出身で、打倒影鰐を目的としている暗殺者の女性。一人称は「俺」で、男勝りな口調が特徴。影鰐や奇獣の動きを封じる528Hzのソルフェジオ周波数を発する特殊な音叉や長大な槍、小型の包丁、刀身にヤグル族の血を与えることで影鰐を物理的に殺傷できるようになる紋様が刻まれた刀といった複数の武器を所持している。奇獣、特に影鰐を相手にすると感情を顕わにし、愉しむように殺そうとする。自分の邪魔をする者にも容赦をせず、自身を阻んだシーロンに対して躊躇わず刃を向けた。その出自から、影鰐を生み出したメイ族とは敵対関係にあたる。奇獣を撃退した番場の前に現れ、彼の動きを封じ、無力化させた。止めを刺そうとするも、シーロンや猿楽製薬の妨害を受け、番場を取り逃がす。
実は彼女の先祖が影鰐を生み出す蠱毒の術を生み出した一族である。その行いを悔いた彼女の父親によって蠱毒の術は封印されていたが、彼女の父親がメイ族に捕われた際に盗み出され、メイ族がその術を用いて生み出した影鰐に故郷を襲撃されてしまう。母親を目の前で喰い殺され、自身も襲われそうになったが、母親から託された音叉のおかげで唯一生き残った。
第2期EPISODE 10で廃墟の奇獣を撃退した後、その出現現場の廃墟に訪れていた猿楽製薬の特殊部隊の隊員の死体（廃墟の奇獣にやられたのか、ナギに撃退されたのかは不明）の傍に転がっていた無線機の通信から番場の行き先を知り、そこで再び番場と対峙する。その直後にオリジナルの影鰐が差し向けた無数の分裂体に取り囲まれ、音叉と刀を用いて殺戮するが、自身に対抗すべく進化を遂げたオリジナルの影鰐の力に逆に圧倒され、刀を折られてしまう。一時は戦意を喪失しかけてしまうが、自身を守りながら戦う番場の姿に母親の姿を重ねたことで躍起を取り戻し、番場と共闘してオリジナルの影鰐を追い詰めるが、止めを刺す直前で木村が放ったレーザーに射貫かれ、重傷を負う。木村が番場から影鰐（クローン）を奪還しようとする隙をついてシーロンから託された包丁を投げつけるが、木村に防がれてしまった。その後の消息は不明。
所持する武器の形状から、第2期EPISODE 3で達磨様の妨害をしたのも彼女である可能性が高い。
年齢は推定16歳。
本間 丈二（ほんま じょうじ）
声 - 木村昴
第2期から登場。木村の後釜として就任した猿楽製薬の重役及び生物兵器開発局局長の男性。強面な顔つきと体中にある無数の傷が特徴で、スマートフォンを素手で握り潰せるほどの握力を持つ。奇獣の兵器開発に異常なまでの執着心を抱いている。木村とその関係者に対抗心を抱いており、第2期EPISODE 4では甲斐博士を工場の奇獣に変貌させた彼の部下を利用しての抹殺を試みている。エリートを蹴落させることを生きがいを感じており木村に対しては慇懃無礼な態度をとっている。また冷酷非情で強引かつ合理的な性格で、一般人はおろか関係者である秋良の娘・莉央を餌にしようとしたりと、目的のためなら手段を選ばない。それらの所業が原因で甲斐博士や秋良からの恨みを買っており、木村からは「その品位は奇獣にも劣る」と見下されている。
第2期EPISODE 9で番場を自身のチームの研究施設へ連れ込み、彼や複数の工場の奇獣から採取した体液を生物兵器として売り込もうと目論むが、木村たちの妨害により、番場を解放されたうえに奇獣の体液の入ったタンクを破壊され、他の研究員たちを見捨てて自分だけが流出した奇獣の体液からの逃亡を図るが、秋良の妨害で失敗に終わり、木村への怨嗟の言葉を残しながら奇獣の体液に呑み込まれた。が、「木村への憎悪・復讐心」が影鰐の細胞と利害が一致した結果、本間の意識を保ったまま奇獣化する。奇獣化した後は木村たちを追って研究施設を脱走し、第2期EPISODE 13で背後からの不意討ちで木村に致命傷を与えたが、木村の放ったレーザーで左腕を切断された挙句、木村が解放した影鰐に全身をバラバラに引き裂かれ古井戸の中へ打ち捨てられた。
奇獣化した姿は人型を保っており、頭部や破れた衣服などから人間であった頃の面影がうかがえるが、番場やサトルと比べると怪物じみた外見をしている。
年齢は39歳。趣味は銃器、タバコのコレクション。目的は猿楽製薬のトップを目指すこと。
シーロン･メイ
声 - 少女：広橋涼、老女：斉藤貴美子
影鰐を生み出したメイ族の末裔である女性で、メイ族は大陸から渡り来た後、何代にも渡って影鰐を追い続けてきた。彼女自身も一族が影鰐を生み出したことに罪悪感を感じ、討伐の旅に出た生い立ちを持つ。冷静沈着かつ求道的な性格で男性的な口調で話し、常に猟銃と小型の包丁を装備している。とある漁村を訪れ、村長や村人たちに影鰐の話をした後、たった一人で漁に出ようとしていた町蔵に同行する。町蔵を庇って影鰐に右腕を喰われ取り逃がしてしまうが、彼の協力を得て辛うじて討伐に成功する。その後は自身に処置を施して生き長らえ、どこかへと姿を消した。 第1期EPISODE 10では影鰐に襲われかけた幼少期の番場を救い、第1期EPISODE 13では、影鰐と同化した彼の前に現れ、「全ては25年前、彼を救えなかった自身の責任である」として彼の抹殺を試みるが、彼が自分にぶつかった少年を襲わなかったことからその場は思い留まった。しかし同時に「いつしか影鰐に完全に呑まれた際には迷わず止めを刺す」と彼に宣言する。
第2期で氏名が判明。第2期EPISODE 5では番場の抹殺を試みたナギから彼を守るために現れる。隻腕かつ老齢ながら高い戦闘能力を持ち、ナギとも互角に渡り合うも足を刺され負傷。更に番場を庇ってナギの一撃を喰らい、死に際に彼女に「自分達の過ちを正して欲しい」と言い残して自身の包丁を託した後、息絶えた。

### ゲスト・声の出演

#### 第1期

##### EPISODE 1
タケル・ショウゴ・サトシ
声 - 沼田祐介（タケル）、奥畑幸典（ショウゴ）、小杉史哉（サトシ）
無人島にやってきた動画クリエイターの青年達。動画の視聴者数を稼ぐためにおもちゃを使ったガセ映像を撮影中に無人島の奇獣の襲撃を受け、最終的に三人共皆殺しにされる。
その数日後、番場が彼らが来たとされる無人島を訪れて調査した際に彼らが所持していたビデオカメラを拾う。また、それに付着していた黒い液体に触れようとし、傷跡が反応。痛みとなって発現した。
事務員
声 - 森下由樹子
京王理科大学の女性事務員。真面目な性格なのか、講義をないがしろにして奇獣調査に出かけた番場の身勝手な行動に難色を示す。

##### EPISODE 2
黒田ミカ
声 - 相沢舞
番場の友人である女性登山家。遭難した父親の手がかりを追って雪山を訪れた際、雪山の奇獣の襲撃を受けて餌場に連れ去られる。低体温症の隊員が無事だったことからこの奇獣の熱を感知する特性を看破し、防寒着をあえて脱ぎ、体温を下げることで追跡を逃れる。また、父親の持っていたオルゴールが作動し、その音色に奇獣が引き付けられたことも幸いして雪山から救助され、生還する。現在は低体温症で入院中であり、重傷ゆえ話すこともままならない状態であったが、訪れた番場に対して父親のネームプレートを手渡した。
黒田ミカの父親
6年前に雪山で遭難したミカの父親で登山家。遭難する前日にミカからオルゴールをプレゼントされていた。雪山の奇獣の餌場で死体となって発見されるが、彼の持つオルゴールがミカの命を救うきっかけとなる。
山上
声 - 沼田祐介
事故調査委員会の中年男性。ミカの体験談を低体温に陥ったことに由来する幻覚の一種と判断する。
隊員
声 - 奥畑幸典、小杉史哉
ミカと共に雪山を訪れた登山家達。雪山の奇獣の襲撃により、低体温症に陥っていた隊員とミカを除いて全滅した。

##### EPISODE 3
ケンタ/ケンタが変化した奇獣
声 - 小杉史哉　
海の近くに住んでいる高校生。恋人であるハルカが奇獣に襲われ消息を絶ったことから奇獣を激しく憎んでおり、その復讐心から奇獣に臆することなく立ち向かっていく。奇獣化したハルカに連れ去られて姿を消し、その後日、彼女と同じく奇獣化した姿で共にその遺骸が砂浜に打ち上げられた。
ジュリ
声 - 森下由樹子
ケンタの友人。ケンタのことを気にかけ、奇獣化した彼とハルカの遺骸を前にした際には悲しみを露わにする。
ジロウ
声 - 奥畑幸典
ケンタの友人。
水崎
声 - 半田裕典
番場の先輩にあたる海洋学者。彼を「生意気」と称するも、海辺の奇獣のCTスキャン写真を提供する。
アナウンサー
声 - 相沢舞
冒頭でハルカの行方不明事件のニュースを報道していた女性アナウンサー。

##### EPISODE 4
ユウタ、シュン
声 - 佐藤智恵（ユウタ）、平尾明香（シュン）
山岸の村に住んでいる2人の少年。川辺でドローンを飛ばして遊んでいる最中にもみ合いになった際に、ドローンを下水道に落としてしまう。それを拾いに下水道を探索していた途中でカメ型奇獣に襲われるが、番場と木村に助けられる。
作業員
声 - 秋山幸輝
下水道で工事を行っていた作業員の男。カメ型奇獣に襲われ、下半身を喰いちぎられた死体となって発見される。

##### EPISODE 5
レン
声 - 野島健児
コンビニの奇獣が出没したコンビニで働いていた青年。
アユミ
声 - 平尾明香
万引きをしようとしていた女子高生。コンビニの奇獣に襲われかけていたところをレンに助けられる。気弱そうな印象だが、コンビニの奇獣にプリンターをぶつけるといった度胸のある一面を見せる。
サイトウ
声 - 秋山幸輝
レンの先輩であるコンビニ店員。コンビニの奇獣に襲われ、丸呑みにされる。「リナ」という女友達がいるが、レン曰く「貢がされているだけ」らしい。

##### EPISODE 6
ヨウスケ
声 - 野島健児
南極海で結婚式を挙げていた新郎。潜水艦内での指輪交換の際に南極海の奇獣と遭遇し、気絶した船員の代わりに潜水艦を操縦する羽目になる。
チアキ
声 - 奥谷楓
南極海で結婚式を挙げていた新婦。
船長
声 - 島田敏
番場の知り合いである観光船の船長。過去に南極海の奇獣に遭遇している。
船員
声 - 高塚正也
潜水艦のパイロット。南極海の奇獣と遭遇した際の事故で気絶してしまう。
操縦室船員

##### EPISODE 7
ハルコ
声 - 広橋涼
田舎のとある小学校の女性教師。校庭に取り残されたミノリを危険を顧みずに助けに行くなど生徒想いな女性。
カズト
声 - 進藤尚美
小学生。両親の帰りが遅いミノリに付き合って放課後の校庭で遊んでいた際に校庭の奇獣に襲われる。
ミノリ
声 - 相沢舞
カズトの友人である小学生。カズトと共に放課後の校庭で遊んでいた際に校庭の奇獣に襲われる。過去に曾祖父からもらった本から校庭の奇獣のことを知っていた模様。

##### EPISODE 8
サオリ
声 - 進藤尚美
番場のかつての恋人で地質学者。番場と共に奇獣の調査に向かっていた際にトンネルに擬態した校庭の奇獣に呑み込まれてしまう。校庭の奇獣の体内から脱出した直後に戦闘機の爆撃による崩落に巻き込まれて死亡したように思われたが、それは校庭の奇獣の舌が擬態した偽物であり、本物の彼女は消息不明となっている。EPISODE 12では回想のみ登場。
女性
声 - 相沢舞
番場らと共に校庭の奇獣に呑み込まれた女性。番場に発見されるまで車の中で気を失っていたが、その直後にトンネルの奇獣に襲われ、ミイラ化して死亡する。
その他にも校庭の奇獣に丸呑みにされ、トンネルの奇獣に襲われてミイラ化した運転手たちの死体が登場する。
アナウンサー
声 - 宮崎寛務

##### EPISODE 9
ダイキ・ショウ・シゲル
声 - FB777（M.S.S Project）（ダイキ）、KIKKUN-MK-Ⅱ（M.S.S Project）（ショウ）、eoheoh（M.S.S Project）（シゲル）
サトルと共に植物園の奇獣が住み着いていた植物園に肝試しに来ていた青年たち。内向的なサトルに対して威圧的な態度で接していた。肝試しの最中に植物園の奇獣（サトル）の襲撃を受け、全員が死亡、ミイラ化した遺体となって発見された。第2期EPISODE 7では回想のみ登場。
刑事
声 - 宮崎寛務
サトルの事情聴取を行っていた刑事。

##### EPISODE 10
町蔵
声 - 福原耕平
とある漁村の漁師。病気を患っている自身の娘・凛のために村を離れると言う村長の提案に反対し、彼女の薬代を稼ぐためにシーロンと共に漁に出たことで影鰐の襲撃を免れた。村が壊滅した後は凛の仇を討つために影鰐退治に協力し、シーロンから託された包丁で影鰐に止めを刺した。後に生存していた凛と再会を果たす。
凜
声 - 金子有希
町蔵の娘。病気で寝込んでおり、布団から出ることができなかった為、影鰐から逃れようとしていた村民達に置いて行かれそうになっていた。影鰐の襲撃により他の村人同様死亡したと思われたが、実際には廃材の陰に隠れることで難を逃れており、影鰐討伐後に町蔵の前に姿を現す。
老婆
声 - 斉藤貴美子
凛の現在の姿。6,70年前の父・町蔵とシーロンによる影鰐退治の話を番場に話した。
村長
声 - 平井啓二
とある漁村の村長。シーロンから影鰐の話を聞いて漁村から離れようとしていたが、影鰐の襲撃により死亡する。
村人
声 - 蟹江俊介
とある漁村の村人たち。町蔵と凛以外の村人は影鰐の襲撃により死亡する。
海女
声 - 金子有希
冒頭で漁に出ていた海女。影鰐の襲撃により喰い殺される。

##### EPISODE 11
番場眞
声 - 福原耕平
番場の父親。番場を家の蔵に閉じ込めたが2時間後にそこから出して誕生日プレゼントを渡す予定だった。影鰐の襲撃により、由美子と共に番場の目の前で影鰐に喰い殺される。
番場由美子
声 - 金子有希
番場の母親。眞と共に番場の目の前で影鰐に喰い殺される。
村人
声 - 平井啓二、蟹江俊介
25年前の上久井村に住んでいた村人達。影鰐の襲撃により、全員が喰い殺された。

##### EPISODE 12
研究員
声 - 荒井聡太、松原大典
猿楽製薬の研究員たち。猿楽製薬の地下に存在する巨大な研究施設で奇獣の研究やクローンの影鰐の開発を行っている。カメ型奇獣の暴走により大勢が喰い殺される。
アナウンス
声 - 森下由樹子

##### EPISODE 13
特別部隊
声 - 松原大典
猿楽製薬の私設軍隊の特殊部隊に所属する隊員たち。
医師
声 - 荒井聡太
重傷を負った番場の診察を担当した医師。影鰐との同化後、彼の痣が急速に広がったことを木村に報告した。
看護師　　　　　
声 - 森下由樹子
番場の世話をしていた看護師。番場から顕現した影鰐の襲撃を受け、死亡した模様。
少年　　　
声 - 不明
物語のラストで番場とぶつかった少年。その異様な雰囲気に困惑する様子を見せたが、彼に助けられ、礼を述べる。

#### 第2期

##### EPISODE 1（第2期）
川上記者
声 - 真殿光昭
猿楽事件と番場・木村の行方を調査していたジャーナリストの男性。編集長とは不仲であり、連絡先を「クソ編集長」としているほか、彼から頼まれたとあるアイドルの不倫の調査をすっぽかしている。
飛行機の奇獣の襲撃から唯一生き残った客室乗務員の証言を聞き、飛行機内へ潜入した際に飛行機の奇獣の襲撃に遭い、喰い殺される。
客室乗務員
声 - 相沢舞、川庄美雪
飛行機の奇獣が出没した飛行機の客室乗務員。作中では先輩と後輩の2名が登場し、先輩は飛行機の奇獣の襲撃により喰い殺されたが、後輩は貨物室に逃げ込んだおかげで辛うじて難を逃れ、着陸後に無事保護された。
機長
声 - 高塚正也
飛行機の奇獣が出没した飛行機の機長。着陸後に飛行機の奇獣の襲撃に遭い、喰い殺される。
空港館員
声 - 半田裕典、蟹江俊介
飛行機の奇獣が出没した飛行機が着陸した空港の従業員達。

##### EPISODE 2（第2期）
岩崎刑事
声 - 江川央生
番場の護送を担当していた刑事。番場の護送中に断崖の奇獣の襲撃を受け、乗客達を守るためにやむなく番場と協力し、断崖の奇獣が吐き出した硫酸で右腕を負傷しながらも撃退に成功する。
当初は番場に対して高圧的な態度で接していたが、断崖の奇獣を撃退した後は彼に感謝の意を示し、囚人番号ではなく本名で彼を呼んだ。
車掌
声 - 高塚正也
番場を護送していた寝台列車の車掌。断崖の奇獣が吐き出した硫酸を受け死亡する。
運転手
声 - 蟹江俊介
番場を護送していた寝台列車の運転手。断崖の奇獣が吐き出した硫酸を受け死亡する。
特殊部隊
声 - 半田裕典 　
猿楽製薬の特殊部隊に所属する隊員達。以降のエピソードにも登場する。

##### EPISODE 3（第2期）
町田達也
声 - あろまほっと（M.S.S Project）
カップルの男性。掲示板の噂話を頼りに「達磨温泉」を訪れた際に村人達に恋人・由美香をさらわれてしまう。達磨様の祭壇の場所を突き止め、由美香を救おうと試みるも村人達に捕らえられてしまうが、ナギの妨害により達磨様の動きが封じられた隙をついて由美香を救出し、辛うじて生還する。生還後、タクシー運転手の話や情報源となった掲示板が消滅したことから「達磨温泉」が存在しなかった（厳密には数年前に潰れた）ことを知り、驚愕する。
司祭
声 - FB777（M.S.S Project）
奇獣である達磨様を神として崇拝している司祭の男。お亀の面を付けており、機械的な声で話す。「達磨温泉」を訪れた女性客を達磨様の生贄に捧げており、由美香を達磨様に捧げようと目論んだが、ナギの妨害に憤慨し暴走した達磨様に喰い殺された。
村人
声 - KIKKUN-MK-Ⅱ（M.S.S Project）、eoheoh（M.S.S Project）、真殿光昭、蟹江俊介
司祭と同様に達磨様を崇拝している村人達。司祭と同様にお亀の面を付けているが、冒頭に登場した「達磨温泉」の主人2人のみ素顔が明らかとなっている。ナギの妨害に憤慨し暴走した達磨様に司祭諸共皆殺しにされた。
由美香
声 - 川庄美雪
達也の恋人。彼と共に「達磨温泉」を訪れた際に村人達に捕らえられ、達磨様の生贄に捧げられそうになる。
タクシー運転手
声 - 高塚正也
生還した達也と由美香が乗って帰ったタクシーの運転手。彼の話から「達磨温泉」が現存していないことが明かされる。

##### EPISODE 4・5（第2期）
甲斐博士
声 - 神奈延年
猿楽製薬の奇獣研究チームに所属する研究者の男性。38歳。木村に協力しており木村を救った人物でもある。奇獣の兵器化実験の事故現場となった工場に取り残され、工場の奇獣に襲われるが木村の依頼で救助に現れた番場に救出される。
EPISODE 9では、秋良と共に本間の妨害と番場の救出を企てていた木村に協力した。
SP
声 - 野島健児
番場にスーツを手渡したSPの男性。
特殊部隊
声 - 蟹江俊介

##### EPISODE 6（第2期）
秋良
声 - 野島健児
本間の研究チームに所属する猿楽製薬の研究員。本間の計画で無関係な者まで犠牲となることを危惧するなど、良心的な人物である。休暇で娘・莉央と共にショッピングモールに訪れた際にショッピングモールの奇獣の襲撃を受けて莉央とはぐれてしまうが、木村の協力を得て莉央の元へ辿り着き、特殊部隊の隊員から奪ったマシンガンでショッピングモールの奇獣を射殺して莉央を救った。
それ以降は本間を裏切って木村側に付き、EPISODE 9では甲斐博士と共に本間の妨害と番場の救出を企てていた木村に協力し、同時に本間への復讐も果たした。
莉央
声 - 神田朱未
秋良の娘。目が不自由な模様。秋良と共にショッピングモールを訪れた際にショッピングモールの奇獣の襲撃を受けて秋良とはぐれてしまい、ショッピングモールの奇獣の餌にされかけるが、木村の協力を得た秋良に救われる。
通行人
声 - 神奈延年、蟹江俊介
ショッピングモールの奇獣が出没したショッピングモールに訪れていた2人の若者。ショッピングモールの奇獣を撮影しようと不用意に近づいたことが仇となり、眼光を受けて動けなくなったところを丸呑みにされた。
研究員
声 - 神奈延年
猿楽製薬の研究員。ナギの襲撃を受けて負傷した番場の治療を担当しており、彼の回復力に驚愕していた。
特殊部隊
声 - 蟹江俊介
アナウンス
声 - 斉藤貴美子

##### EPISODE 7（第2期）
霧子
声 - 浅野真澄
木村の研究チームに所属する猿楽製薬の女性研究員。脱走したサトルの居場所を突き止めて接触し、睡眠薬入りのチョコレートを与えて確保した直後にサトルを感知して出現した雪原の奇獣の襲撃を受けるが、サトルの捨て身の行動により救われる。
当初は木村と同様にサトルの事をただの研究対象としか見なしていなかったが、命を救われたことやサトルの真心に触れたことで考えを改め、「自分よりも遥かに純粋な人間だった」と木村に報告し、その死を悼んだ。
特殊部隊
声 - 宮崎寛務、蟹江俊介

##### EPISODE 8（第2期）
ナギの父
声 - 宮崎寛務
ナギの父親。本名は不明。自身の先祖の行いを悔いて影鰐を生み出す蠱毒の術を封印し続けてきたが、メイ族に捕えられた際にその術を奪われてしまう。メイ族の兵士達からの拷問に屈せず要求を退けたことで彼らの怒りを買い、蠱毒の術の材料にされてしまうが、影鰐に喰われた後も暫くの間は僅かに意識が残っていたのか、ナギの母と対峙した際に一瞬だけ捕食を躊躇していた。
ナギの母
声 - 96猫
ナギの母親。ナギの父親と同様に本名は不明。影鰐の襲撃の際に音叉をナギに託した後、彼女の目の前で影鰐に喰われた。
部族兵士
声 - 神奈延年、野島健児、蟹江俊介、秋山慎治
ナギの父親を拷問にかけていた4人のメイ族の兵士。ナギの父親を蠱毒の術の材料とすることで影鰐を生み出すことに成功したものの、制御できずに部族の仲間諸共喰い殺された。

##### EPISODE 9（第2期）
研究員
声 - 宮崎寛務
本間の研究チームに所属する研究員。本間の命令で番場から採血していたが、木村の妨害による事故でタンクから流出した奇獣の体液を浴びて工場の奇獣に変貌する。
特殊部隊
声 - 蟹江俊介、秋山慎治

##### EPISODE 10（第2期）
赤い服の少女
廃墟となった町でナギが出会った赤い服を纏った少女。ナギと行動を共にするが、その正体は奇獣である（詳細は後述）。

##### EPISODE 13（第2期）
特殊部隊
声 - 蟹江俊介

## 奇獣
この物語に登場するUMA。ほとんどの奇獣は非常に凶暴な性格であり、遭遇した人間に真っ先に襲い掛かり捕食する。各々の姿や有する能力は多種多様だが、黒い体液を持つという共通点があり、それが何らかの要因で他生物の体内に侵入することで奇獣に変異すると猿楽製薬の調査で推測されている。その正体は島根の漁村において少女期のシーロンと町蔵によって討伐され、灰化し散り散りとなった影鰐の細胞を動植物が捕食し、その影響で齎された突然変異によって誕生した影鰐の子孫ともいえる存在。ほぼ全ての個体に共通する極めて高い攻撃性も影鰐の性質を遺伝的に受け継いだことに由来する。猿楽製薬の研究から、番場以外の影鰐の細胞の影響を受けた生物は急激な肉体の変異に耐え切れず寿命が極端に縮んでしまっていることが明らかとなっている。なお、「名前があるとキャラクター性が生まれ、正体不明の生物である怖さが消えてしまう」という高嶋知也の設定から、影鰐以外の奇獣には正式名称が存在しない為、出現箇所や外見的特徴から暫定的に決定した名称で記述する。

### 第1期（奇獣）
無人島の奇獣
EPISODE１、第２期EPISODE４登場
首長竜を彷彿とさせる巨体と長大な首、鳥類のような頭部が特徴の奇獣。いわばネッシーのような外見をしており、トカゲが影鰐の細胞を捕食し、突然変異により誕生した個体。地上に生息する四足歩行の生物で、巨体とは裏腹に動きは非常に素早い。また長大な首を自由自在に動かせることから索敵範囲もかなり広く、森から首を伸ばして獲物を認識し、捕食する。動画を撮るために無人島に入ってきたタケル、ショウゴ、サトシを喰い殺し、数日後にタケルの持っていたカメラを無人島の外側へ吐き出した。
その後は第2期EPISODE 4にて無人島を訪れた番場の攻撃により首を切断されて倒されていたことが判明した。
雪山の奇獣
EPISODE２登場
雪男のような外見をした奇獣。熱を感知して獲物に襲いかかるサーモグラフィーの性質を持ち、嗅覚も鋭く音にも敏感だが、逆に言えば熱や音、臭いを発しないものは感知することができない。 黒田ミカと低体温症になっていた男性以外の隊員を全滅させた後、ミカを気絶させてクレーター（餌場）に連れ去る。その後、ミカはこの奇獣の性質に気づき、防寒着を脱いで自身の体温を下げた。こうして周りの景色に溶け込んだミカをそれでもなお発見寸前まで追い詰めたが、突如鳴りだした彼女の父の持っていたオルゴールの音に反応。彼の遺体を崖から落とした後、クレバスの奥に消えていった。
海辺の奇獣
EPISODE３登場
クラーケンや海月のような外見をした奇獣。海中において透明化する能力を持つ。また、地上でもある程度は活動できる。その正体は海でこの奇獣に襲われた人間が変異したものであり、CTスキャンで体構造を分析した結果、素体となった人間の骨格が写っている。水崎が番場に見せた写真の奇獣と劇中に出てきたケンタと彼の恋人・ハルカが変異した奇獣の合計3体が登場した。
ミナト ハルカ／ハルカが変化した奇獣
EPISODE３登場
ケンタの恋人。ケンタと共にダイビングをしていた最中、奇獣の襲撃を受けて行方不明となる。その後、奇獣化し変わり果てた姿で海岸に出現するも、ケンタはこの奇獣が彼女だとは気付かず、銛で串刺しにされて砂浜で燃やされてしまう。それでもなお生存しており、ケンタとジュリの前に再び現れる。最終的にケンタにナイフで攻撃されるが、体内にハルカの面影を見出して怯んだ彼を掴み、共に崖から落下。後日、奇獣化したケンタとその遺骸が砂浜に打ち上げられた。その際、二体とも互いの触手を絡み合わせた状態であり、まるで手を繋いでいるようにも見て取れる。
カメ型奇獣
EPISODE４、EPISODE１２、EPISODE１３登場
下水道に出現したワニガメのような外見をした奇獣。脱皮をして成長する生態を持つ。巨体に反して移動速度は非常に速く、ヤモリやイモリのように天井を這い回る不規則な移動も可能とする。遭遇した作業員を喰い殺した後、下水道に落下したドローンを探しにやって来たユウタとシュンという少年と番場を追い回したが、最後は木村達の火炎放射器による攻撃で焼き殺された。その後、研究の為にこの奇獣の卵は木村達によって回収され、孵化した個体は影鰐のクローンを生成する実験台にされていたが、サトルの手によって解放され暴走。多数の研究員たちを喰い殺し､重傷を負った番場にも襲い掛かろうとしたが、彼の傷痕に残る影鰐の細胞に共鳴。危害を加えることはなかったが、突如現れた影鰐（クローン）の攻撃を受けて絶命した。
コンビニの奇獣
EPISODE５登場
カエル男のような外見をした奇獣。体色を変えるカモフラージュの性質を持ち、周囲の景色に溶け込むことができる。また、かなりの怪力の持ち主でもあり、鍵のかかったドアを容易にこじ開けている。 コンビニ店員のサイトウを丸呑みにした後、同じくコンビニ店員のレンと偶然居合わせた女子高生、アユミも捕食しようとしたが、換気扇から逃げられる。最後は現場に現れた木村ら猿楽製薬スタッフの火炎放射器による攻撃を受けて絶命した。
南極海の奇獣
EPISODE６登場
ニンゲンやヒトガタのような外見をした奇獣。人間に近い姿の棲生物だが、エラ呼吸を用いることで深海でも活動できる。数十メートルはある巨体から衝撃波を放つことができ、潜水艦の電力を停止させ氷山を削るほどの威力を持つ。しかし、これは敵を攻撃するものではなくイルカ等がコミュニケーションに用いるそれに近く、自身と同じく音波を出す物体は仲間と認識して攻撃しない。また、奇獣の中では例外的な温厚で大人しい性質である為、危害を加えられるか敵と見なさない限りは対象に襲い掛かることはしない。また好奇心が旺盛なのか、潜水艦を掴んでは珍しげに見つめていた。 深海プロポーズを行っていた潜水艦の前に突然出現。その後、潜水艦を敵と見なしたらしく、浮上しようとした潜水艦を追いかけ衝撃波を放ち電力を停止させるが、発された救難信号を聞き、潜水艦を仲間と感知して深海の底に消えていった。
校庭の奇獣
EPISODE７、EPISODE８登場
モンゴリアン・デス・ワームや野槌のような外見をした奇獣。地中に生息しており、５メートル程の鋏部分のみを地上に出しているが、これはあくまでも尻尾に過ぎず、本来は4足歩行の非常に巨大な生物である。音を感知して襲う性質を持ち、音を発するものは即座に切り刻んでしまう。また、カズトの投げた石が囮であることに早く気づくなど知能は高い。幻覚効果のある甘い香りのガスを口内に漂わせて獲物を幻惑、トンネルに化けて口に入った車を丸呑みにするなど、非常に高度な捕食行動を行う。ミノリが聞いた曾祖父の話によるとその地方に古くから地下に棲息し、栄養補給の為に周期的に活動すると伝えられ、数年前にも出現しているらしい。後に猿楽製薬の私設軍による空爆を受けて舌を切断され、絶命した。
トンネルの奇獣
EPISODE８登場
トンネル（校庭の奇獣の体内）に寄生している奇獣で巨大なシラミのような外見をしている｡高いジャンプ力を持ち、校庭の奇獣の体内に入ってきた車の運転手たちの血肉のみを吸い取って捕食していた。
植物園の奇獣
EPISODE９登場
食人木の様な外見をした植物の奇獣。
廃墟になった植物園に入ってきた人間の水分を餌としている。また夜行性である為、光を当てられると動きが著しく鈍る。実は植物園に入ってきた四人組の一人･サトルがこの奇獣の正体である。元は影鰐の細胞を吸収した植物が肝試しにきたサトルに寄生したことで知性を維持した稀有な奇獣となる｡
小森智（こもり　さとる）
声 - あろまほっと（M.S.S Project）
植物園の奇獣が住み着いていた植物園に肝試しに来ていた四人組の1人。花を愛する気弱で大人しい性格の青年で、ダイキら3人から日常的にいびられていた。植物園の奇獣の襲撃から奇跡的に生き残ったが、実は彼自身がその奇獣の正体である。内向的な言動から油断を誘い、その他様々な手段で人間を餌場である植物園に誘い込んで捕食、人間社会に適応するなど知能は非常に高い。背中から蔓状の植物を放出して操る能力を持ち、睡眠薬に対する抵抗力を有する。平時は他の人間となんら変わらない外見だが、奇獣の力を開放する際や太陽光に晒された際には全身の皮膚や眼球の白目の部分が生々しい緑色に変色した姿となる。ダイキ達を殺害、捕食して復讐を果たすも最終的に正体を看破され、警察での事情聴取の後、木村達にモルモットとして本社へ連行された。
後の猿楽製薬による検査の結果から、影鰐の細胞に侵食されているものの、自身を虐げるダイキ達への復讐心と人間に擬態する為に宿主を得ようとする奇獣の利害が一致したことから同化後もサトルとしての意思が失われていないいわゆる「共生関係」にある事が判明。厳重な監視下に置かれていたが、その隙を突いて植物を操り、施設内を混乱させ、隔離されている影鰐(クローン)とカメ型奇獣の解放の為に活動した。
猿楽事件以降の消息や生死は不明であったが、第2期EPISODE 7で生存していたことが判明する。本人の発言から、植物園でダイキたちを殺害してから猿楽事件を引き起こすまでの記憶が曖昧であることが示唆されている。猿楽製薬の研究施設からの脱走後は、人里離れたとある雪原の小屋の中で１人でひっそりと暮らしていたが、霧子に居場所を突き止められてしまう。その直後に自身を感知して出現した雪原の奇獣の襲撃を受けた霧子を奇獣の力を解放して救い、彼女に再び他人と会話できたことへの感謝の言葉を残して炎上する小屋の中から逃がした後、自身の力で人間を救えたことに満足しながら雪原の奇獣と共に炎の中に消えた。
誕生日は10月24日。年齢は16歳。蠍座。血液型はB型。趣味は花の栽培とゲームセンターで音ゲーをすること。目的は平和に暮らすこと。植物園の奇獣と一体化した影響で体が変色してしまうため、太陽光が苦手。
影鰐
声 - マフィア梶田
島根の漁村に突然出現した影の奇獣。メガロドンに類似した巨体にミノカサゴのようなヒレがついているのが特徴で、身体中に無数の眼球を備える。
村に古くから伝わる生物であり、この奇獣に影を喰われればその本体も喰われてしまう。故に影鰐が出現した年には決して漁に出てはいけないという言い伝えがある。影を感知して襲う習性があり、村をいくつも全滅させている。しかし、逆にその特性を利用して暗闇や物陰などに避難すれば、影鰐も探しようがなく襲われる事がない。またこの奇獣そのものが影である為、海だけでなく地上でも移動でき、分裂することも可能。さらに、自身の天敵となりうる存在が現れた際には、それに対抗するために無限に進化し続ける性質を持つ。実体を持たず「影」という二次元に存在する故に通常攻撃は通用せず、影鰐を何らかの物体に閉じ込めた後にその物体ごと焼却、あるいは封印するしか倒す術がない。6,70年前に 漁に出た町蔵とシーロン、及び彼の出身である島根の漁村を襲った。その後、町蔵に船の帆まで誘導され、シーロンの援護射撃によってランプの火をつけられて逃げ場を失い、最後は町蔵がシーロンに借りた小型の包丁で帆諸共真っ二つに引き裂かれ、そのまま灰になって消滅した。しかし、その灰化して各地に散らばった細胞を他の動植物が摂取、変異した事により新たな影鰐が誕生。25年前に番場の故郷･上久井村にも別個体が出現し、彼の両親を含めた村民のほぼ全員を捕食した。蔵に閉じ込められ難を逃れていた番場も喰い殺そうとしたが、シーロンに妨害され蔵の窓から逃亡。分裂状態を解き、森の奥へ消えていった。
その正体は、シーロンの出身でもある中国雲南省のメイ族がナギの父親から奪った技術を基にあらゆる動物をベースとした蠱毒という呪術を幾度も繰り返した末に生み出した妖怪に近い生命体。元は敵対するヤグル族を滅ぼす為に生み出されたが、その比類ない凶暴性は人間の制御の及ぶものではなく、ヤグル族はおろか生みの親であるメイ族すら喰い尽くし、後の時代においても遭遇した者達を容赦なく捕食、殺戮した。 前述の通り、奇獣誕生の元凶にして太古の生物兵器といえる存在でもある。その出自からメイ族とヤグル族、双方の末裔が何代にも渡り討伐を試み、追い続けている。
更に猿楽製薬の研究で奇獣の保有する黒い液体を通して他の生物に寄生・増殖することが可能であることや液体の純度によりさまざまな能力を有する他、液体自体にも自我があり、本来還るべき影鰐の身体を求めて共鳴し合っていることが判明している。また宿主が人間である場合、被寄生者であるその人物が何らかの強い目的意識を持ち、寄生者である影鰐とも利害が一致した際は、人の姿や理性を保ったまま異形としての能力を行使できる共生関係が成立することもある。作中ではサトルと番場が該当するが、両者共に奇獣の能力を行使する際は外見の著しい変容が認められ、一時的ながら奇獣化に近い状態になるともいえる。また、能力を行使しない通常の状態でも肉体に変化が生じており、薬物に対する耐性の獲得や外的ダメージの急速な回復、記憶の共有が見られた。
オリジナルの影鰐
中国雲南省のメイ族の集落の跡地に存在するかつて蠱毒の術に用いられた古井戸の中に潜んでいる、原種である影鰐。影鰐（クローン）の細胞から共有された記憶を頼りに居場所を突き止めた番場・木村と彼らを追って姿を現したナギに無数の分裂体を差し向けるが、ナギの音叉で動きを封じられて一方的に蹂躙されたことで、彼女に対抗すべく生き残った分裂体たちが本体と融合、4つ、６つに裂ける口を持つ大蛇のような外見に変貌し、掠るだけでも相手を切り裂いたり、ナギの音叉を無効化するほどの力を得てナギを追い詰める。天敵にあたるナギに襲いかかり、食い殺そうとしたが番場による妨害を受け、番場とナギに襲いかかるが、番場とナギによる共闘により追い詰められ、弱ったところを木村によって吸収され、木村共々クローンの影鰐に喰われた。
周りが赤みを帯びたクローンの影鰐に対してオリジナルは青みがかった体色である。
クローンの影鰐
木村たちの手によって誕生したオリジナルの影鰐と同等の特性を有するクローン。カメ型奇獣の巣から入手した卵から孵化した個体から黒い液体を採取、抽出して生成された。オリジナル同様に実体を持たない影の奇獣であることから、あらゆる角度から特殊な光を照射する部屋で常に抑制、隔離されていた。サトルの手によってカメ型奇獣と共に解放された後、襲われていた番場の前に現れた。カメ型奇獣を倒した後は自身も彼の中の影鰐の存在を察知したのか、危害を加えることはせず、顔の傷口から体内に侵入し、同化した。その際に番場とは「両親を殺した影鰐を倒す為に宿主となる」「宿主を得る代わりに力を与える」という利害が一致したことから共生関係となった為、同化後も肉体の主導権は番場が握っている。平時は左半身に痣として共生し、番場が力を解放する際は彼の影から顕現、対象を捕食する。また、番場が目の代わりとなる事で単体では発見不能な暗所に隠れた対象も視界に入るか、彼が位置を把握、特定すれば捕食する事ができる。反面、番場とは一心同体である故に、戦闘等で影鰐が傷つけば彼にもその影響が及び、ダメージを負う。

### 第2期（奇獣）
飛行機の奇獣
EPISODE１登場
モスマンのような外見をした奇獣。蛾のような体と大きな頭部・目・口が特徴で、陸上では二足歩行、空中ではコウモリのような翼で飛行する。縦に大きく裂けた巨大な口で獲物を丸呑みにして捕食した後、骨などの異物を吐き出す性質を持つ。航行中の飛行機に狙いを定めたところを機内の客室乗務員に窓から目撃された後、着陸態勢に入って開いたランディングギアの格納扉から機内へ侵入すると、客室乗務員の制止を聞かずにトイレへ駆け込んだ乗客を捕食する。その光景を目撃して貨物室に逃げ込んだ客室乗務員を除く乗務員、パイロット、乗客ら全員、そして着陸した飛行機に潜入した川上記者を捕食した。
断崖の奇獣
EPISODE２登場
無脊椎動物のような外見をした奇獣。巨大な棘の生えたアンモナイトのような貝殻とタコとイカのような頭部と触手、イノシシのような牙が生えているのが特徴。口から強力な硫酸を吐いて対象を攻撃、即座に融解させる。硫酸を吐く際、目が発光する性質を持つ。番場を護送している列車の前に突然現れ、運転手と車掌を硫酸で殺害。番場と岩崎刑事を襲うが、岩崎刑事がこの奇獣の硫酸を利用、連結部分を分離することに成功して先頭車両の連結を外される。最終的には先頭車両共々崖に落ちていった。番場はこの奇獣の出現を自身を狙ったものだと推測、事実番場と対峙した際には硫酸を吐かず触手で捕らえていた。
達磨様（だるまさま）
EPISODE３登場
「達磨温泉」という秘湯のある宿の地下でお亀の面をつけた村の住人が神として讃えている奇獣。小さい手足と数十メートルはある巨体を持ち、ダルマを怪物にしたような外見をしている。「達磨温泉」に客としてきた若い女性を生け贄として捕食してきており、司祭に呼ばれて姿を現したり、生け贄である由美香のみを捕食しようとしたりと知能は高い。生け贄として捧げられた由美香を捕食しようとしたがナギが持っていた音叉の音波による妨害をうけ動きを封じられ達也と由美香に逃げられてしまう。その後そのことに怒りだし暴走、司祭と村人達を祭壇共々喰い尽くした。
モチーフは赤ん坊。
一つ目の奇獣
EPISODE４登場
番場が倒した奇獣の1体で、バックベアードのような外見をしている。
工場の奇獣
EPISODE４、EPISODE９登場
チュパカブラのような外見をした奇獣で、猿楽が生物兵器として作り出された個体。コードネーム「CHUPACABRA」。群れで行動し連携で獲物を攻撃、獲物を弱らせてから群れのボスが襲うデイノニクスに近い性質と体格を持つ。夜行性であり強い光に弱い。甲斐博士を救助しにきた番場を襲うが、ブレイカーでつけた部屋の光に怯みその隙に番場と甲斐博士は脱出。屋上に追ってきた3体は番場が解放した影鰐によって喰い殺された。EPISODE 4に出現した個体は、甲斐博士の抹殺を目論んだ本間によって奇獣化させられた甲斐博士の部下達の成れの果てであることがEPISODE 9で判明する。また、同話では奇獣の体液を投与されたウサギやタンクから流出した奇獣の体液を浴びた研究員がこの奇獣に変貌していた。
工場の奇獣（ボス格）
EPISODE４、EPISODE５登場
工場の奇獣の群れのボス格。他の群れはデイノニクスのような体格である一方、ボス格は群れの数倍の巨体を持ち、四足歩行で背中には多数の棘が生えている。外見もチュパカブラにもっとも近い。元は甲斐博士の部下だったと思われる。屋上にいたナギ・ヤグルに襲い掛かろうとしたが、口から槍で貫かれ絶命した。
ショッピングモールの奇獣
EPISODE６登場
ツチノコやバジリスクのような外見をした奇獣。本間の追っていた個体で、灰色の体色と数十メートルの巨体を持つ。この奇獣の眼光を見た相手を硬直させる性質を持ち、硬直したところを丸呑みにして捕食する。ショッピングモールにあるカフェエリアに突如現れ、そこにいた人間を捕食し、特殊部隊に誘導される形でシャッターに潜入し莉央を捕食しようとしたが、秋良が特殊部隊から奪ったマシンガンで射殺され、その後に特殊部隊から死亡したことが確認された。
雪原の奇獣
EPISODE７登場
狼男やヒツジ男をあわせたような外見をした奇獣。ヤギのような下半身と角、狼のような上半身と頭部、尻尾と鋭い牙が特徴。獰猛で攻撃的な性質で獲物に真っ先に襲い掛かり、捕食する。また突進で山小屋の壁を一撃で破壊するなどの高い攻撃力を持つ。サトルを感知して出現し、彼と霧子を襲撃した。サトルの能力によって押さえつけられ暖炉に焼かれそうになるも、蔓を引きちぎりサトルを捕食する。その後山小屋で彼共々消失したと思われるが、生死は不明である。
廃墟の奇獣（赤い服の少女）
EPISODE１０登場
人間の少女の体にオニイソメに類似した異形の頭部を持つろくろ首のような外見の奇獣。廃墟と化した町に住んでいた少女が奇獣化したものと思われる。伸縮自在の首を伸ばして獲物に襲い掛かるほか、ブリッジのような体勢で天井に貼り付いたり、獲物が発する音を敏感に察知する聴覚を持つ。詳しい時期は不明だが、自分が住んでいた町を壊滅させ親を殺害している。町を訪れたナギの前に少女の姿で現れて同行し、ナギが就寝した隙をついて音叉を奪った後に正体を現して襲いかかるが、音を感知して獲物を襲う性質を逆手に取ったナギの策略により音叉を奪還されたことで形勢を逆転され、音叉の力で動きを封じられると、口部を少女の顔に変化させての命乞いでナギを躊躇させるが、戸惑いながらも迷いを捨てた彼女に倒された。
跡地の奇獣
EPISODE１３登場
EPISODE１３の終盤で特殊部隊をおそった奇獣。姿や能力は本編には出てきていないため詳しいことは不明。
蛇人間型の奇獣
ＯＰ、第１１回エンドカード登場
グレイ型宇宙人のような上半身と蛇のような下半身を持つ奇獣。本編未登場。

## 用語

### 第1期（用語）
京王理科大学
番場が所属する大学。彼の研究室の壁一面には新聞記事のスクラップが貼り付けられており、25年前の誕生日に両親からプレゼントされる予定であった怪獣「ガズラ」の人形が飾られている。
猿楽製薬（さるがくせいやく）
木村が所属する製薬会社。サルの顔を模したロゴマークが特徴。私設軍隊を所有しているほか、奇獣の研究や実験中に発生した事故の真相を揉み消せるほどの権力を有する。本社の地下には極秘の巨大な研究施設が存在し、奇獣の研究やクローンの影鰐の開発が行われている。
上久井村
番場の故郷である村。25年前の影鰐の襲撃により、番場以外の村人全員が死亡した。現在は復興しており、過去の事件の影響もあってか「怪獣の里」をキャッチフレーズとしている。

### 第2期（用語）
猿楽事件
第2期開始の4か月前に猿楽製薬ビルで発生した大規模な爆発事故。サトルが解放したカメ型奇獣の暴走によって引き起こされた事故であるが、表向きには「研究施設での不慮の爆発事故」として処理されている。この事件の重要参考人として番場と木村の名が挙げられている。
来別内刑務所
番場が収監されていた刑務所。
メイ族
中国雲南省の奥地に存在する部族。敵対するヤグル族を滅ぼすためにナギの父から奪った蠱毒の術を用いて影鰐を生み出したが、制御する術を持っていなかったため、ヤグル族諸共自滅してしまった。生き残ったシーロンの一族はせめてもの償いとして、何代にも渡って影鰐を追い続けてきた。
ヤグル族
中国雲南省の奥地に存在する部族。影鰐を生み出す蠱毒の術を生み出した部族であり、メイ族とは敵対している。メイ族がナギの父親から奪った蠱毒の術で生み出した影鰐の襲撃により、ナギ以外の全員が死亡した。

## スタッフ
- 原作・監督 - 高嶋友也
- 脚本 - 熊本浩武
- 演出 - 池谷古都
- イラストレーション - 堀了正、藤川亜美
- モンスターデザイン - 祭田俊作
- 音楽 - 蓮子裕一
- アソシエイツプロデューサー - 宇佐義大、平野拓哉
- プロデューサー - 岩切謙太郎
- 製作総指揮 - 長江努
- 協力 - ウルトラスーパーピクチャーズ
- アニメーション制作 - Tomovies
- 製作 - DIRECTIONS

## 主題歌
「Arrival of Fear」（第1期）
歌 - M.S.S Project
アルバム「M.S.S Party」（2015年10月2日発売）に収録。
「Egoist Unfair」（第2期）
歌 - M.S.S Project
作詞・作曲 - KIKKUN-MK-Ⅱ
「Crimson Stain」（第2期・挿入歌）
歌 - 96猫
作詞 - Lauren Kaori / 作曲 - Lauren Kaori、家原正樹 / 編曲 - 家原正樹

## 放送局
| 放送期間                                                          | 放送時間                                                                    | 放送局   | 対象地域 | 備考                                          |
| ----------------------------------------------------------------- | --------------------------------------------------------------------------- | -------- | -------- | --------------------------------------------- |
| （第1期）2015年10月2日 - 12月25日 （第2期）2016年4月1日 - 6月24日 | （第1期）金曜 23:17 - 23:30 （第2期）金曜 23:09 - 23:17                     | TOKYO MX | 東京都   | 『ULTRA SUPER ANIME TIME』枠内                |
| （第1期）2015年10月5日 - 12月28日 （第2期）2016年4月4日 - 6月27日 | （第1期）月曜 1:17 - 1:30（日曜深夜） （第2期）月曜 1:09 - 1:17（日曜深夜） | BS11     | 日本全域 | 『ANIME+』枠 / 『ULTRA SUPER ANIME TIME』枠内 |

| 配信期間                 | 配信時間           | 配信サイト         | 備考                                                                     |
| ------------------------ | ------------------ | ------------------ | ------------------------------------------------------------------------ |
| 2015年10月2日 - 12月25日 | 金曜 23:30 更新    | ニコニコチャンネル | 第1話無料、第2話以降1週間無料                                            |
| 2015年10月9日 - 12月11日 | 金曜 22:00 - 22:30 | バンダイチャンネル | 無料ライブ配信、『ULTRA SUPER ANIME TIME』内（2nd SEASON 3枠目）         |
|                          | 金曜 22:30 - 23:00 | ニコニコ生放送     | 『ULTRA SUPER ANIME TIME』内（2nd SEASON 3枠目）                         |
| 2015年10月19日 -12月11日 | 月曜 12:00 更新    | バンダイチャンネル | 第1話無料、第2話以降有料、有料会員は全話見放題 第1話 - 第3話同時配信開始 |
|                          |                    | GYAO!              | 第1話無料、第2話以降1週間無料 第1話 - 第3話同時配信開始                  |

## 各話リスト
| 話数       | サブタイトル |
| ---------- | ------------ |
| EPISODE 1  | 駑馬         |
| EPISODE 2  | 氷牙         |
| EPISODE 3  | 帰還         |
| EPISODE 4  | 双弓         |
| EPISODE 5  | 異彩         |
| EPISODE 6  | 深淵         |
| EPISODE 7  | 切斬         |
| EPISODE 8  | 擬態         |
| EPISODE 9  | 蠱惑         |
| EPISODE 10 | 影鰐         |
| EPISODE 11 | 遭遇         |
| EPISODE 12 | 漆黒         |
| EPISODE 13 | 還御         |

| 話数       | サブタイトル |
| ---------- | ------------ |
| EPISODE 1  | 胎動         |
| EPISODE 2  | 追行         |
| EPISODE 3  | 秘儀         |
| EPISODE 4  | 試煉         |
| EPISODE 5  | 衝突         |
| EPISODE 6  | 失明         |
| EPISODE 7  | 孤独         |
| EPISODE 8  | 記憶         |
| EPISODE 9  | 餌食         |
| EPISODE 10 | 夢魔         |
| EPISODE 11 | 進化         |
| EPISODE 12 | 決戦         |
| EPISODE 13 | 終局         |

## 映像ソフト
2015年12月26日に第1期全13話を収録したDVDが発売された。

## フィルムコミック
2016年4月7日よりcomicoPLUS（NHN comico）にて同名タイトルのフィルムコミック版の連載を開始した。